# Benet
Benet (russisk: Нога) er en sovjetisk spillefilm fra 1991 af Nikita Tjagunov.

## Medvirkende
- Ivan Okhlobystin som Martyn
- Pjotr Mamonov
- Ivan Zakhava
- Natalja Petrova som Kamilla
- Farkhad Makhmudov